# أبيفيل (كانساس)
أبيفيل (بالإنجليزية: Abbyville, Kansas)‏ هي مدينة تقع في مقاطعة رينو، كانزاس بولاية كانساس في الولايات المتحدة. تبلغ مساحة هذه المدينة 0.49 (كم²)، وترتفع عن سطح البحر 504 م، بلغ عدد سكانها 87 نسمة في عام 2010 حسب إحصاء مكتب تعداد الولايات المتحدة وتصل الكثافة السكانية فيها 176.8 نسمة/كم2. سُميت البلدة على اسم أبيفيل مكلين وهي أول طفلة تولد هناك.

## التركيبة السكانية

### تعداد عام 2000
بلغ عدد سكان أبيفيل 128 نسمة بحسب تعداد عام 2000، وبلغ عدد الأسر 47 أسرة وعدد العائلات 36 عائلة مقيمة في المدينة. في حين سجلت الكثافة السكانية 689.4 نسمة لكل ميل مربع (266.2/كم2). وبلغ عدد الوحدات السكنية 51 وحدة بمتوسط كثافة قدره 274.7 نسمة لكل ميل مربع (106.1/كم2).
وتوزع التركيب العرقي للمدينة بنسبة 97.66% من البيض و 2.34% من عرقين مختلطين أو أكثر. بلغ عدد الأسر 47 أسرة كانت نسبة 42.6% منها لديها أطفال تحت سن الثامنة عشر تعيش معهم، وبلغت نسبة الأزواج القاطنين مع بعضهم البعض 70.2% من أصل المجموع الكلي للأسر، ونسبة 4.3% من الأسر كان لديها معيلات من النساء دون وجود زوج، وكانت نسبة 23.4% من غير العائلات. تألفت نسبة 19.1% من أصل جميع الأسر من أفراد ونسبة 4.3% كانوا يعيش معهم شخص وحيد يبلغ من العمر 65 عاماً فما فوق. وبلغ الحجم الوسطي للأسر 3.17، أما الحجم الوسطي للعائلات فبلغ 2.72.
بلغ العمر الوسطي للسكان 38 عاماً. وكانت نسبة 30.5% من القاطنين تحت سن الثامنة عشر، وكانت نسبة 3.9% بين الثامنة عشر والأربعة وعشرون عاماً، ونسبة 32.0% كانت واقعةً في الفئة العمرية ما بين الخامسة والعشرون حتى والأربعة وأربعون عاماً، ونسبة 21.1% كانت ما بين الخامسة والأربعون حتى الرابعة والستون، ونسبة 12.5% كانت ضمن فئة الخامسة والستون عاماً فما فوق.

### تعداد عام 2010
بلغ عدد سكان أبيفيل 87 نسمة بحسب تعداد عام 2010، وبلغ عدد الأسر 42 أسرة وعدد العائلات 29 عائلة مقيمة في المدينة. في حين سجلت الكثافة السكانية 457.9 نسمة لكل ميل مربع (176.8/كم2). وبلغ عدد الوحدات السكنية 47 وحدة بمتوسط كثافة قدره 247.4 لكل ميل مربع (95.5/كم2).
وتوزع التركيب العرقي للمدينة بنسبة 96.6% من البيض و 1.1% من الأمريكيين الأصليين و 2.3% من عرقين مختلطين أو أكثر. فيما شكل الهسبانيون أو اللاتينيون من أي عرق نسبة 1.1% من السكان. بلغ عدد الأسر 42 أسرة كانت نسبة 28.6% منها لديها أطفال تحت سن الثامنة عشر تعيش معهم، وبلغت نسبة الأزواج القاطنين مع بعضهم البعض 61.9% من أصل المجموع الكلي للأسر، ونسبة 7.1% من الأسر كان لديها معيلات من النساء دون وجود زوج، وكانت نسبة 31.0% من غير العائلات. تألفت نسبة 28.6% من أصل جميع الأسر من أفراد ونسبة 9.6% كانوا يعيش معهم شخص وحيد يبلغ من العمر 65 عاماً فما فوق. وبلغ الحجم الوسطي للأسر 2.52، أما الحجم الوسطي للعائلات فبلغ 2.07.
بلغ العمر الوسطي للسكان 53.5 عاماً. وكانت نسبة 19.5% من القاطنين تحت سن الثامنة عشر، وكانت نسبة 4.5% بين الثامنة عشر والأربعة وعشرون عاماً، ونسبة 12.6% كانت واقعةً في الفئة العمرية ما بين الخامسة والعشرون حتى والأربعة وأربعون عاماً، ونسبة 40.2% كانت ما بين الخامسة والأربعون حتى الرابعة والستون، ونسبة 23% كانت ضمن فئة الخامسة والستون عاماً فما فوق. وتوزع التركيب الجنسي للسكان بنسبة 54.0% ذكور ونسبة 46.0% إناث.

## وصلات خارجية
- The US50 - Cities and Towns in Kansas State